# Erdenet
Erdenet (tiếng Mông Cổ: Эрдэнэт/ᠡᠷᠳᠡᠨᠢᠲᠦ, nghĩa là "với kho báu") là thành phố đông dân thứ nhì tại Mông Cổ và đồng thời là tỉnh lị của tỉnh Orkhon. Dân số thành phố vào năm 2017 là 97.814 người.
Erdenet nằm tại miền bắc của đất nước, trên một thung lũng giữa hai con sông Selenge và Orkhon cách thủ đô Ulan Bator (240 km) theo đường thẳng về phía tây bắc còn khoảng cách đường bộ giữa hai thành phố là (371 km).
Thành phố được xây dựng từ năm 1975 để phục vụ cho việc khai thác tại các mỏ quặng đồng lớn nhất châu Á và lớn thứ tư thế giới. Tập đoàn Khoáng sản Erdenet là một liên doanh giữa Mông Cổ và Nga và cũng là nguồn thu ngoại tệ chính của Mông Cổ.

## Lịch sử
Erdenet, một trong những khu dân cư trẻ nhất ở Mông Cổ, được thành lập vào năm 1974 tại một khu vực nơi những mỏ đồng lớn đã được phát hiện vào những năm 1950. Một tuyến đường sắt có chiều dài 120 km (75 mi) nối Erdenet với Đường sắt xuyên Mông Cổ đã được khánh thành vào năm 1977. Vào giữa những năm 1980, hơn 50% cư dân là người Nga làm kỹ sư hoặc thợ mỏ. Tuy nhiên, sau sự sụp đổ của chủ nghĩa Cộng sản Xô viết vào năm 1990, tuy nhiên, hầu hết người Nga đã rời Erdenet. Ngày nay, khoảng 10% dân số là người Nga.

### Tập đoàn khoáng sản Erdenet
Thành phố này có mỏ đồng lớn thứ tư trên thế giới. Tập đoàn khai thác Erdenet là một liên doanh giữa Mông Cổ và Nga, và chiếm phần lớn thu nhập của Mông Cổ. Khai thác mỏ 22,23 triệu tấn quặng mỗi năm, sản xuất 126.700 tấn đồng và 1.954 tấn molypden. Mỏ chiếm 13,5% GDP của Mông Cổ và 7% nguồn thu từ thuế. Khoảng 8.000 người làm việc trong mỏ.

## Cơ sở hạ tầng
Erdenet được liên kết với Ulaanbaatar, thủ đô của Mông Cổ, và đến các thành phố Darkhan và Bulgan bằng một con đường trải nhựa và có thể dễ dàng truy cập bằng xe buýt nhiều lần mỗi ngày. Khoảng cách đến thủ đô nơi có sân bay gần nhất lên tới 370 km (230 dặm) và di chuyển bằng ô tô mất khoảng tám giờ. Các kết nối tàu giữa Erdenet và Ulaanbaatar ít thoải mái hơn vì chỉ có một chuyến tàu mỗi ngày bao gồm khoảng cách trong 11 giờ.

## Khí hậu
Erdenet có khí hậu cận Bắc cực (Phân loại khí hậu Köppen: Dwc).
| Dữ liệu khí hậu của Erdenet             | Dữ liệu khí hậu của Erdenet | Dữ liệu khí hậu của Erdenet | Dữ liệu khí hậu của Erdenet | Dữ liệu khí hậu của Erdenet | Dữ liệu khí hậu của Erdenet | Dữ liệu khí hậu của Erdenet | Dữ liệu khí hậu của Erdenet | Dữ liệu khí hậu của Erdenet | Dữ liệu khí hậu của Erdenet | Dữ liệu khí hậu của Erdenet | Dữ liệu khí hậu của Erdenet | Dữ liệu khí hậu của Erdenet | Dữ liệu khí hậu của Erdenet |
| Tháng                                   | 1                           | 2                           | 3                           | 4                           | 5                           | 6                           | 7                           | 8                           | 9                           | 10                          | 11                          | 12                          | Năm                         |
| --------------------------------------- | --------------------------- | --------------------------- | --------------------------- | --------------------------- | --------------------------- | --------------------------- | --------------------------- | --------------------------- | --------------------------- | --------------------------- | --------------------------- | --------------------------- | --------------------------- |
| Trung bình ngày tối đa °C (°F)          | −11.1 (12.0)                | −7.5 (18.5)                 | 0.2 (32.4)                  | 9.2 (48.6)                  | 16.9 (62.4)                 | 21.9 (71.4)                 | 22.0 (71.6)                 | 20.5 (68.9)                 | 15.8 (60.4)                 | 7.2 (45.0)                  | −1.9 (28.6)                 | −9.0 (15.8)                 | 7.0 (44.6)                  |
| Trung bình ngày °C (°F)                 | −17.9 (−0.2)                | −15.2 (4.6)                 | −7.9 (17.8)                 | 1.4 (34.5)                  | 8.4 (47.1)                  | 14.1 (57.4)                 | 15.5 (59.9)                 | 13.8 (56.8)                 | 8.2 (46.8)                  | −0.3 (31.5)                 | −9.0 (15.8)                 | −15.5 (4.1)                 | −0.4 (31.3)                 |
| Tối thiểu trung bình ngày °C (°F)       | −24.6 (−12.3)               | −22.8 (−9.0)                | −15.9 (3.4)                 | −6.3 (20.7)                 | −0.1 (31.8)                 | 6.4 (43.5)                  | 9.1 (48.4)                  | 7.2 (45.0)                  | 0.7 (33.3)                  | −7.8 (18.0)                 | −16.0 (3.2)                 | −21.9 (−7.4)                | −7.7 (18.1)                 |
| Lượng Giáng thủy trung bình mm (inches) | 3 (0.1)                     | 3 (0.1)                     | 7 (0.3)                     | 13 (0.5)                    | 22 (0.9)                    | 67 (2.6)                    | 96 (3.8)                    | 74 (2.9)                    | 42 (1.7)                    | 12 (0.5)                    | 8 (0.3)                     | 4 (0.2)                     | 351 (13.9)                  |
| Nguồn:                                  |                             |                             |                             |                             |                             |                             |                             |                             |                             |                             |                             |                             |                             |

## Dân cư
| 1975  | 1979   | 1981   | 1985   | 1989   | 1994   | 2000   | 2003   | 2004   | 2005   | 2006   | 2007   | 2008   |
| ----- | ------ | ------ | ------ | ------ | ------ | ------ | ------ | ------ | ------ | ------ | ------ | ------ |
| 4.100 | 31.900 | 38.700 | 45.400 | 56.100 | 63.000 | 68.310 | 78.882 | 80.858 | 81.249 | 83.160 | 85.121 | 86.866 |

## Hình ảnh Erdenet

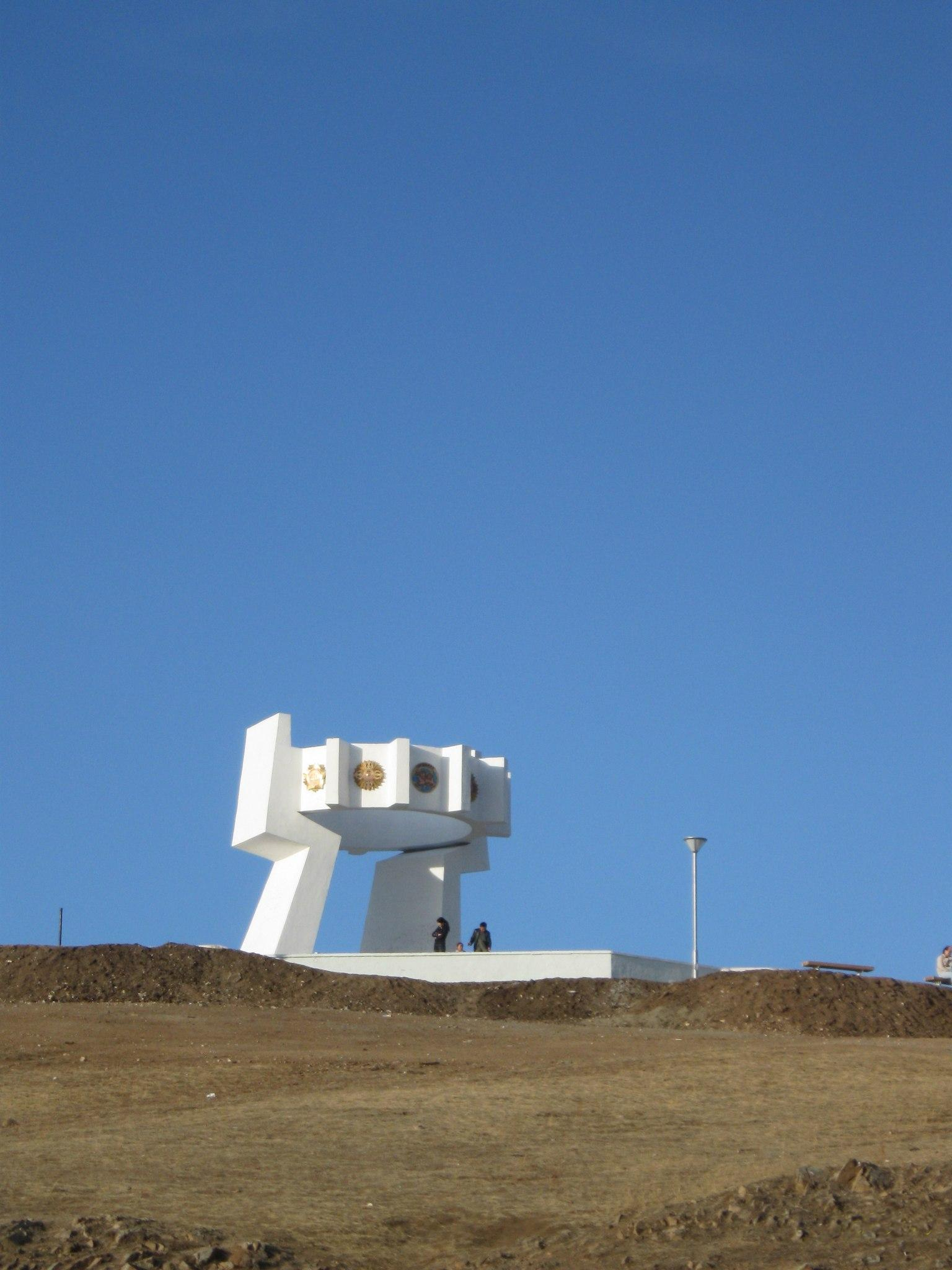
"Đài kỷ niệm Anh Em" tại Erdenet
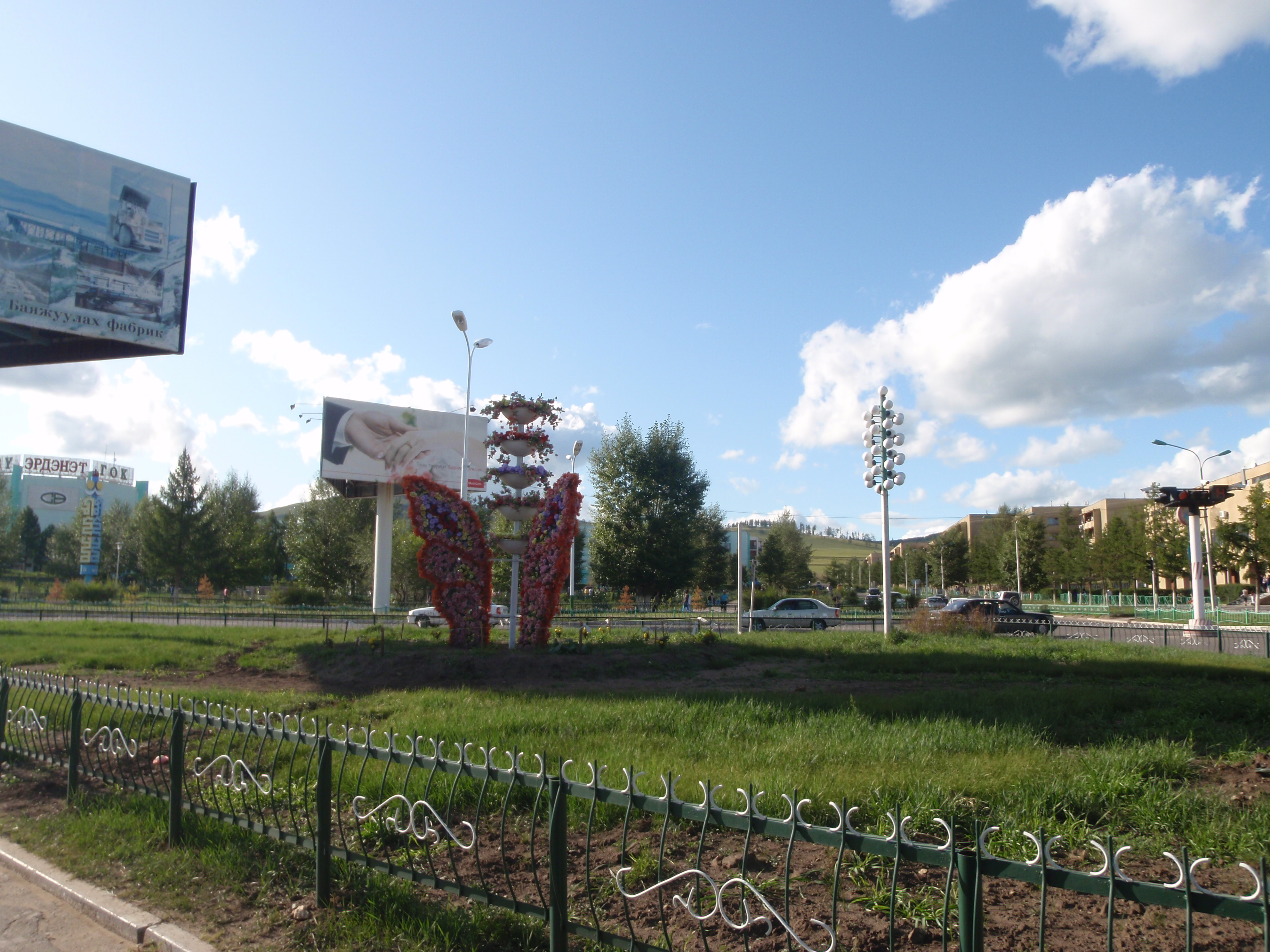
Trung tâm thành phố
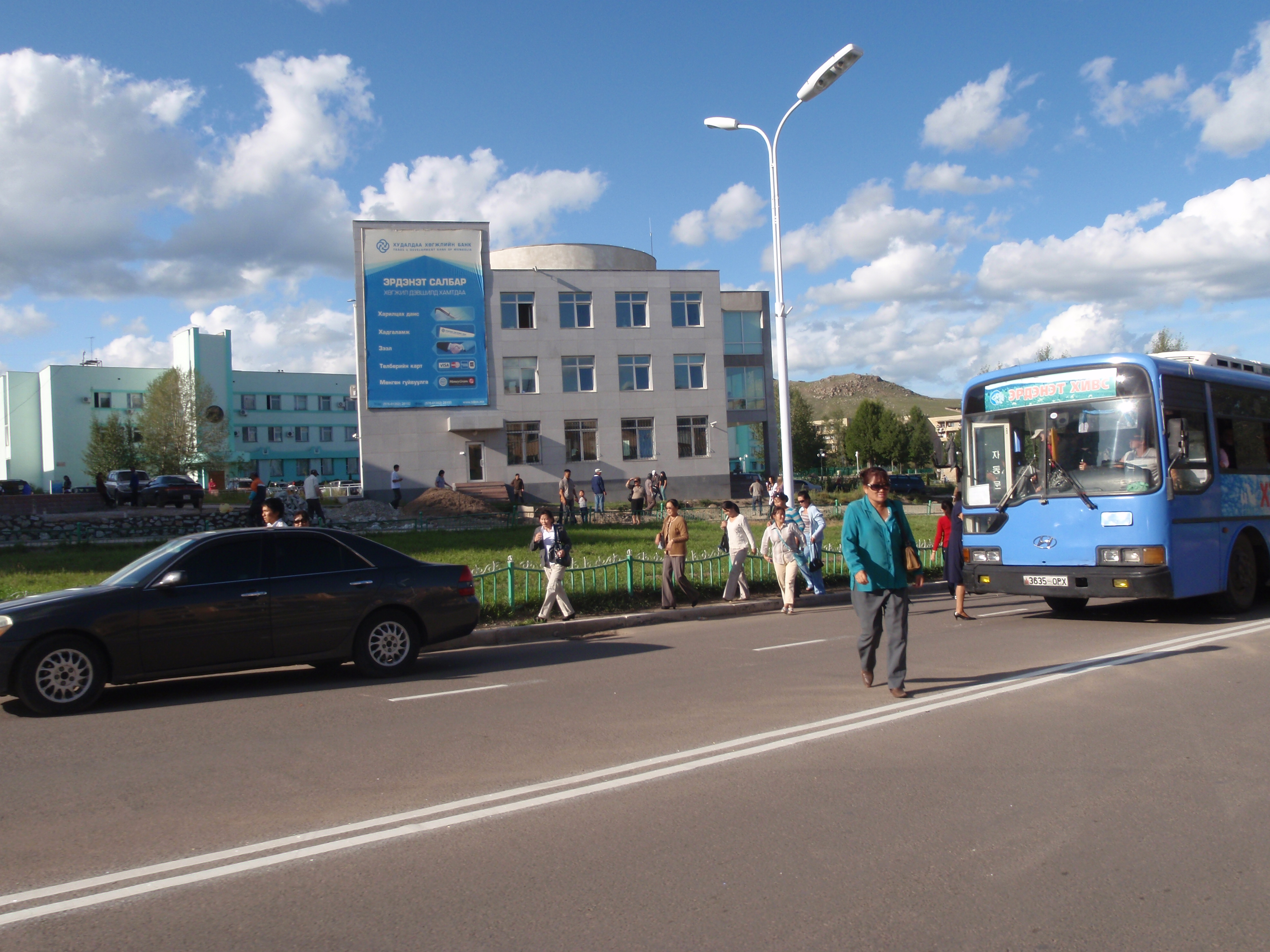
Đường phố chính
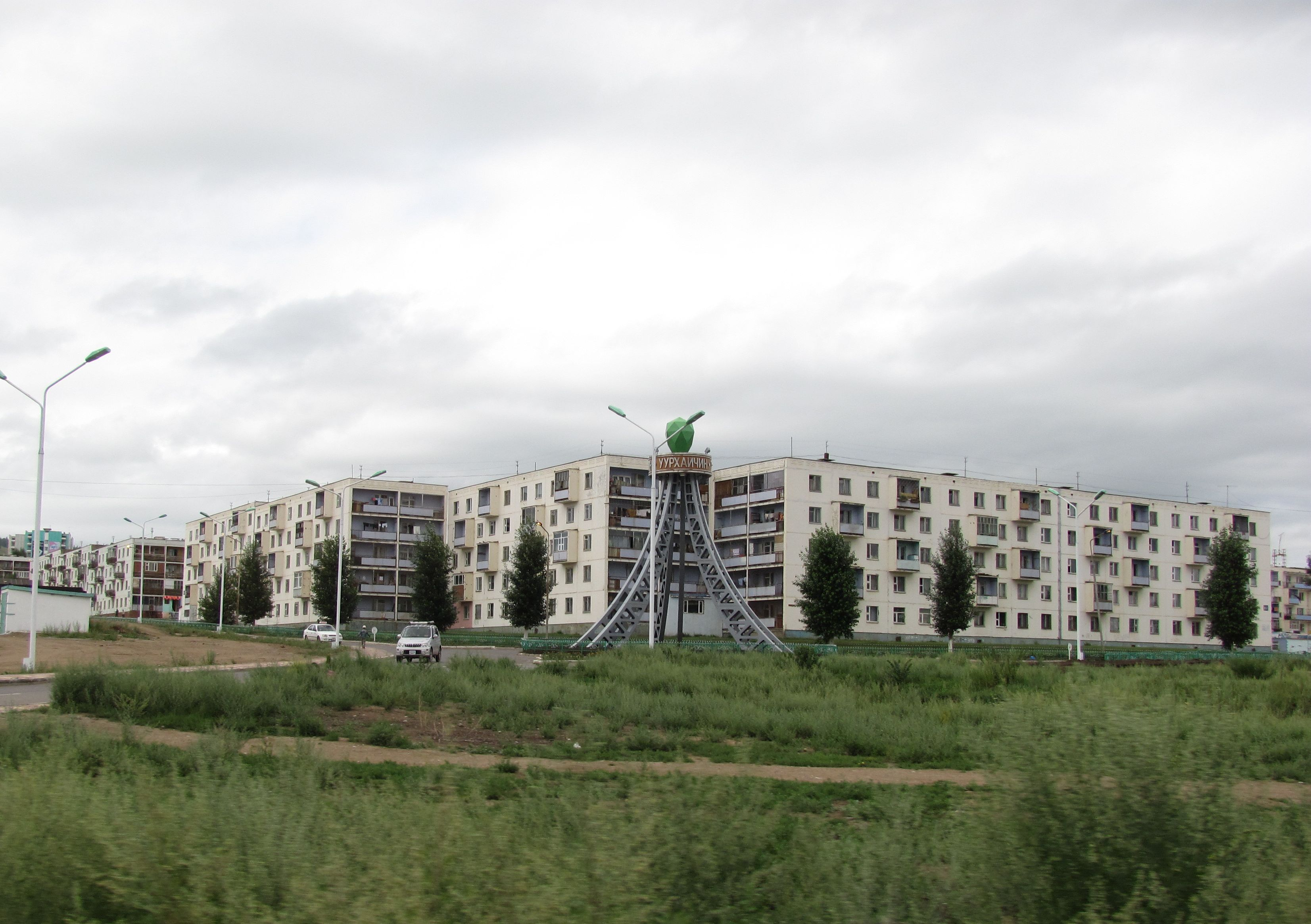
Trung tâm thành phố
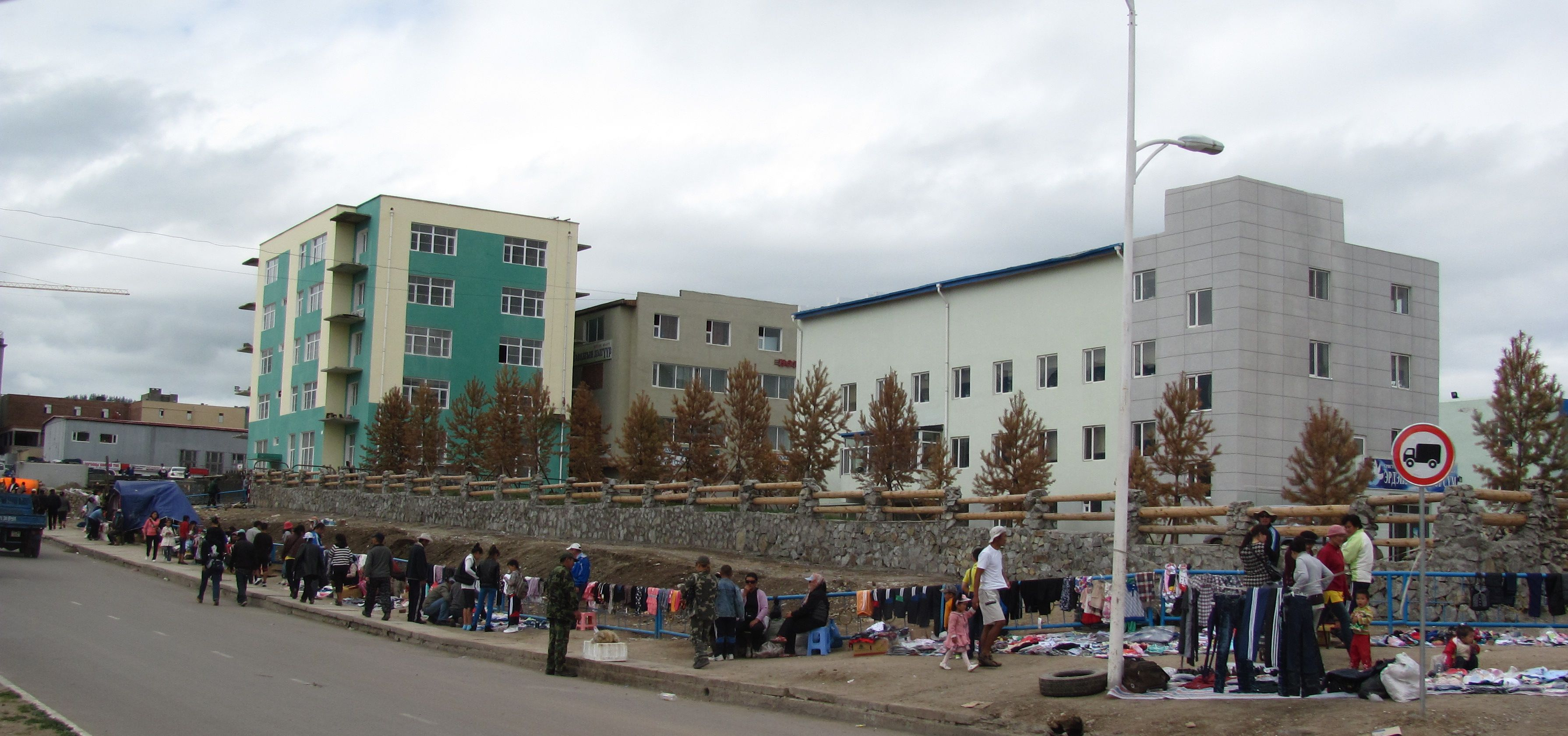
Chợ ở khu vực trung tâm

## Thành phố anh em
Erdenet kết nghĩa với:
| Thành phố      | Địa phương | Quốc gia   |
| -------------- | ---------- | ---------- |
| Fairbanks      | Alaska     | Hoa Kỳ     |
| Ulan-Ude       | Buryatia   | Nga        |
| Edremit        | Balikesir  | Thổ Nhĩ Kỳ |
| Székesfehérvár | Hạt Fejer  | Hungary    |